# الكسندر مندوزا
الكسندر مندوزا (بالإسبانية: Alexander Enrique Mendoza)‏ (4 يونيو 1990 بسان سلفادور في السلفادور - ) هو لاعب كرة قدم سلفادوري في مركز الدفاع. شارك مع منتخب السلفادور لكرة القدم. أما مع النوادي، فقد لعب مع نادي سانتانيكوس أسوشيتد وAlacranes Del Norte ‏ ونادي جامعة  السلفادور ‏ وC.D. Vendaval Apopa ‏.

## مسيرته الكروية
لعب الكسندر مندوزا خلال مسيرته الاحترافية مع 3 أندية في تسعة مواسم وسجل خلالها 6 أهداف ضمن 248 مباراة. ولم يفز بأي موسم بالكأس وفاز في موسم واحد بالدوري.
خاض الكسندر مندوزا مسيرته مع نادي جامعة  السلفادور ‏ في موسم 2011–12 لمدة موسم واحد، مشاركًا في 27 مباراة ولم يسجل أي هدف. ثم انتقل إلى نادي سانتانيكوس أسوشيتد في موسم 2012–13 ليلعب معه خمسة مواسم، حيث شارك في 123 مباراة سجل خلالها 4 أهداف. لينتقل بعدها إلى Santa Tecla F.C. ‏ في موسم 2017–18 واستمر معه طيلة ثلاثة مواسم، مشاركًا في 98 مباراة سجل خلالها هدفين.

## وصلات خارجية
- الكسندر مندوزا على موقع قاعدة بيانات كرة القدم.إي يو (الإنجليزية)
- الكسندر مندوزا على موقع ناشيونال فوتبول تيمز (الإنجليزية)
- الكسندر مندوزا على موقع Soccerway.com (الإنجليزية)
- الكسندر مندوزا على موقع AS.com (الإسبانية)